# Herpelmont
Herpelmont é uma comuna francesa na região administrativa do Grande Leste, no departamento de Vosges. Estende-se por uma área de 5.58 km². Em 2010 a comuna tinha 285 habitantes (densidade: 51,1 hab./km²).